# Комарницькі гори
Комарни́цькі го́ри (Комарни́цький, Комарни́цький Діл) — невисокий гірський хребет в Українських Карпатах. Розташований у Верхньодністровських Бескидах, у межах Дрогобицького і Стрийського районів Львівської області, в межиріччі Стрию і Стинавки. 
Хребет тягнеться від села Нижнє Синьовидне на північний захід до сіл Орова та Ямельниці, де переходить у хребет Масловецький, що простягається паралельно з Цюховим, звідки недалеко до курортів Східниця і Трускавець. У надрах Комарницьких гір є поклади нафти, тож на ньому можна побачити діючі та закинуті нафтові свердловини. Більша частина ділу вкрита лісами, з яких особливе місце посідають березові, котрих тут досить багато як для Карпат. Привершинні частини — переважно безлісі, тому з них відкриваються краєвиди на довколишні села та гори, зокрема на Сколівські Бескиди та Верхньосиньовидненську улоговину. По верхній лінії Комарницьких гір проходить ґрунтова дорога, яка сполучає села Нижнє Синьовидне та Орів.  
Південно-західні схили ділу цікаві тим, що на них є декілька скельних масивів, знаних як Комарницькі скелі, зокрема геологічна пам'ятка природи «Красний Камінь», а також Комплекс мальовничих скель з лісонасадженнями на горі «Соколівець». Першу групу скель можна знайти на схилах, які розміщені за кілька кілометрів на північний захід від мосту через річку Стрий, що між селами Межиброди та Верхнє Синьовидне. Також на схилах хребта розташована ботанічна пам'ятка природи «Дугласія». 
Комарницькі гори є доволі цікавим об'єктом з точки зору туристів через відносну легку доступність та придатність для піших мандрівок, тому тут проходить туристичний шлях околиць Трускавця  № 11 та остання частина 18-кілометрового шляху  Трускавець – кемпінг «Gotar», що закінчується в с. Ямельниця.

## Вершини
- Повзоло (819,2 м)
- Рівна Гора (765,9 м)
- Погар (712 м)
- Пожерниця (680,1 м)
- Соколівець (682,3 м)
- Доживний (672, 4 м)
- Погари (670 м)
- Голий Верх (591,1 м)

## Фотографії

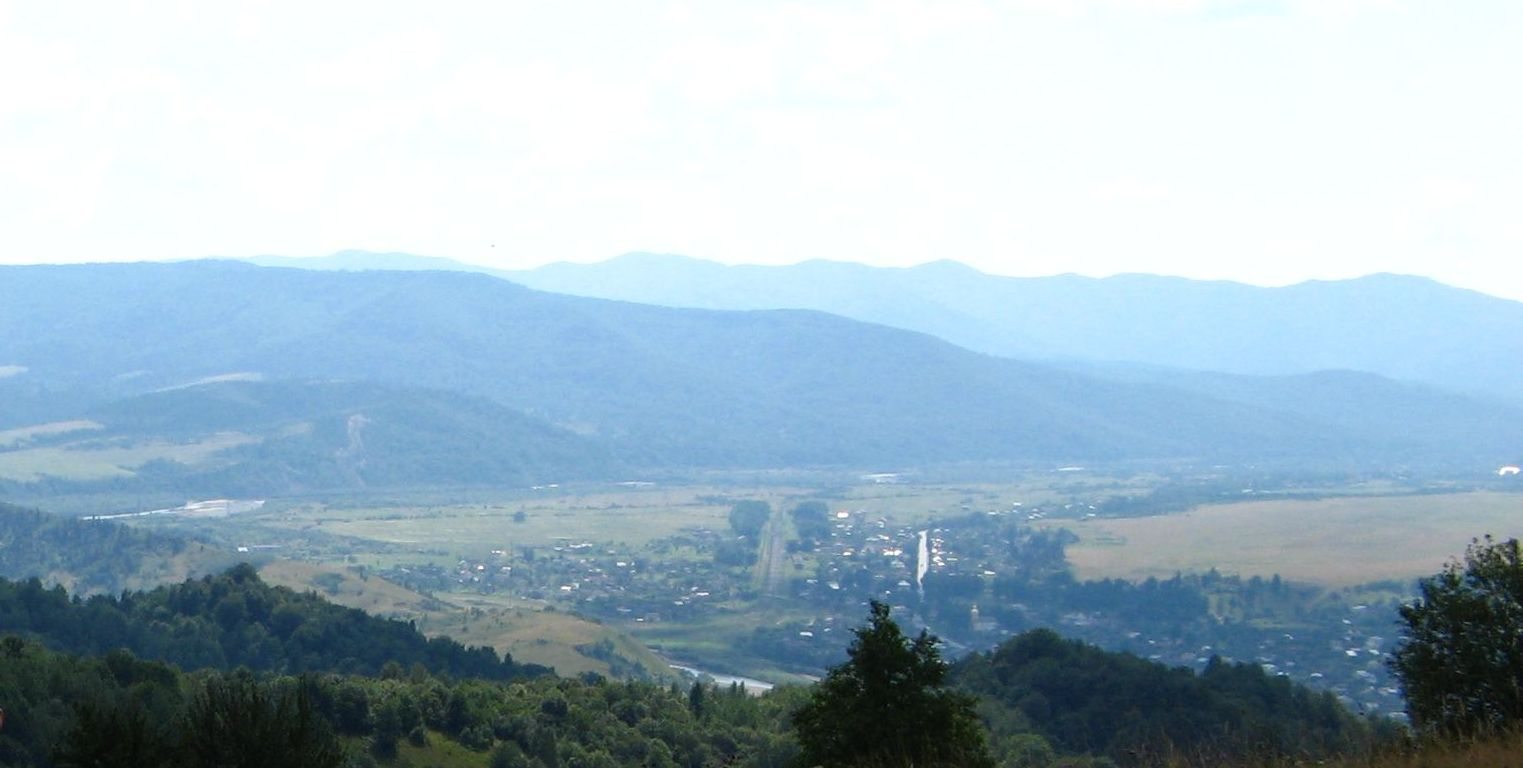
Вигляд з Комарницьких гір на Верхньосиньовидненську улоговину та смт Верхнє Синьовидне (вдалині — масив Сколівські Бескиди)